# Royal Antwerp Bicycle Club
De Royal Antwerp Bicycle Club, gewoonlijk afgekort tot RABC, is de oudste Belgische wielerclub. De organisatie, een vzw, werd op 31 maart 1882 te Antwerpen opgericht.

## Geschiedenis
Op 31 maart 1882 besloten zeven Antwerpse jongeren om een fietstocht van Antwerpen naar Lier te ondernemen. In de Netestad aangekomen richtte dit zevental in het casino de Antwerp Bicycle Club op.
Het absolute sportieve hoogtepunt was 1957, toen RABC met Rik Van Steenbergen, Louis Proost en Paul Depaepe liefst drie wereldkampioenen in haar rangen telde.
In 1969 werd de RABC gesplitst in een rennersafdeling en een wielertoeristenafdeling. De wielertoeristenafdeling vestigde zich in Brasschaat en stond mee aan de wieg van de triatlonsport in België. Ze organiseerde te Brasschaat in 1983 een van de eerste triathlonwedstrijden in België die werd gewonnen door RABC-lid en meervoudig Belgisch kampioen triathlon Wilfried Van Aken, die hetzelfde jaar als eerste Belgische atleet deelnam aan de Ironman Hawaii.

## Bekende oud-renners
Voor de RABC waren als wielrenner onder anderen actief:
- Frans Aerenhouts (1937)
- Emile De Beukelaer (1867-1922)
- Paul Depaepe (1931)
- Louis Duerloo (1910-1967)
- Jos Hoevenaars (1932-1995)
- Karel Kaers (1914-1972)
- Firmin Lambot (1886-1964)
- Louis Proost (1935-2009)
- Yvonne Reynders (1937)
- Rik Van Steenbergen (1924-2003)